# Las Vegas Tennis Open 1988
Il Las Vegas Tennis Open 1988 è stato un torneo di tennis facente parte della categoria ATP Challenger Series nell'ambito dell'ATP Challenger Series 1988. Il torneo si è giocato a Las Vegas negli Stati Uniti dal 10 al 16 ottobre 1988 su campi in cemento indoor.

## Vincitori

### Singolare
Andrew Sznajder ha battuto in finale  Doug Burke con il punteggio di 6–1, 6–1.

### Doppio
Shelby Cannon /  Greg Van Emburgh hanno battuto in finale  Julian Barham /  Peter Wright con il punteggio di 6–2, 6–0.